# 応能課税
応能課税（おうのうかぜい）とは、納税者の支払能力に応じて課税する課税法。所得税が有名である。
もう一つの課税法として、受益の程度に応じた課税制度である応益課税。地方税や固定資産税、消費税が有名である。一般的に、上下水道のように受益が明確なサービスの場合には応益原則が、警察・消防などのように受益者区分が難しい場合には応能原則が適用されやすい。

## 概要
納税者得る便益にかかわらず、負担能力に応じた課税を行うのが、応能課税である。また、一律に課税を行うのではなく、負担能力によって税額を変化させるため、累進課税などの方策がとられることが一般的である。
外形標準課税の議論の際、「事業税は基本的に応能課税である」という判例がある。